# Морокун
Морокун (англ. Darklighter) — вигаданий персонаж телесеріалу «Усі жінки — відьми». Янгол зла, полює за Світлоносцями й їхніми підопічними. У них існує своє ранжування: одні переслідують світлоносців, інші — тих, хто здатний у майбутньому стати світлоносцем, треті — просто підопічних Світлоносців. Є й ті, хто вистежує колишніх світлоносців. Вони провадять свою чорну справу за допомогою арбалета, це зброя, проти якої ніщо не вилікує, крім зцілюющій сили Світлоносця. У більшості своїй морокуни переслідують одну мету — знищити Світлоносця і залишити його підопічну відьму без захисту, щоб демонам можна було легко її знищити.

## Книга Темряви

### Заклинання
- Щоб викликати Морокуна: прокажить слова: «Ixo Mende Layto Sempar»

### Знищення
- Морокуни неуразливі, однак було показано багато способів їхнього знищення. При попередніх знищеннях використовували зілля, атаме, енергокулі i сили відьом, в тому числі i молекулярне згорання. Також морокунів можна вбити їхніми власними стрілами. Проте деякі морокуни можуть протистояти отруті стріл.

## Український переклад
В українському перекладі телеканалу 1+1 в різних епізодах серіалу морокунів називали по-різному: Ммороконосець[джерело?], Чорнокнижник, Темний Янгол, Темноносець, так вийшло, тому що над перекладом працювали різні перекладачі.